# Asra Nomani
Asra Quratulain Nomani (Bombay, 1965) è una giornalista e saggista indiana naturalizzata statunitense, musulmana, femminista e nota attivista dei movimenti liberali nell'Islam e del femminismo islamico.
È autrice di due libri (Standing Alone in Mecca: An American Woman's Struggle for the Soul of Islam e Tantrika: Traveling the Road of Divine Love) e della Carta islamica dei diritti delle donne nella stanza da letto e nella moschea e dei 99 precetti per aprire i cuori, le menti e le porte nel mondo musulmano.
Nel novembre 2003 Nomani fu la prima donna nella sua moschea della Virginia Occidentale a chiedere di poter pregare nella sala principale riservata agli uomini. Successivamente organizzò la prima preghiera pubblica negli Stati Uniti di un gruppo promiscuo di fedeli guidata da una donna (lei stessa). Quel giorno (18 marzo 2005) esordì dicendo:
(faithfreedom.org asranomani.com)
A dispetto della risonanza avuta sui media e le discussioni nate tra i musulmani, le sue iniziative sono ignorate nella maggioranza della comunità dei suoi correligionari: nessuna moschea o organizzazione di donne musulmane tradizionalista ha mai aderito ai suoi gruppi di preghiera: il primo evento fu tenuto nella Cattedrale Saint John the Divine di New York, la seconda alla Brandeis University dove parteciparono solo 6 persone (lei inclusa).
Alcuni criticano l'iniziativa ipotizzando che fosse un modo per promuovere un suo libro.
I musulmani tradizionalisti spesso sottolineano la sua mancanza di coinvolgimento nella pratica e nella comunità islamica prima del 2002, la sua libertà sessuale apertamente ammessa nel suo primo libro, l'aver avuto un figlio fuori dal matrimonio e l'uso dell'hijab (che di norma non indossa) sulla copertina di Standing Alone in Mecca.
Shahina Siddiqui e Ingrid Mattson (presidente in carica della Islamic Society of North America), le cui credenziali di studiose e l'impegno nella comunità musulmana sono riconosciute, hanno scelto un metodo meno brusco  hanno compilato un alternativo "Women-Friendly Mosques and Community Centers: Working Together to Reclaim Our Heritage" in cui richiedono migliori condizioni per le donne (ma nell'ambito dei parametri tradizionali) e che fu distribuito nelle moschee degli Stati Uniti.
Oltre che nei suoi libri, Nomani ha espresso le sue esperienze e le sue idee riformiste in due editoriali del New York Times e in diverse altre pubblicazioni e trasmissioni. È stata amica e collega del reporter del The Wall Street Journal Daniel Pearl, che risiedeva con lei e con sua moglie Marianne Pearl a Karachi quando questi è stato prima rapito e poi ucciso dai militanti islamici nel gennaio 2002.

## Biografia
Asra Nomani è nata a Bombay, in India, e a quattro anni si trasferì negli Stati Uniti con il fratello più grande per ricongiungersi con i genitori nel New Jersey dove il padre stava conseguendo un dottorato di ricerca alla Rutgers University; a dieci anni la famiglia si trasferì a Morgantown. Nei suoi libri Tantrika e Standing Alone in Mecca individua in Shibli Nomani, uno studioso musulmano indiano noto per aver scritto una biografia di Maometto, come l'"avo paterno" nel suo albero genealogico familiare esteso. I quotidiani raccontano che il suo racconto è in realtà inaccurato. Nomani conseguì il suo B.A. in Liberal Studies presso l'Università della Virginia Occidentale nel 1986 e l'M.A. in International Communications presso l'American University nel 1990.

## Carriera
Asra Nomani è stata corrispondente del Wall Street Journal ed ha collaborato con The Washington Post, The New York Times, Slate, The American Prospect e TIME. È stata corrispondente in Pakistan di Salon.com dopo l'11 settembre e i suoi articoli appaiono su numerose altre pubblicazioni quali People, Sports Illustrated for Women, Cosmopolitan e Women's Health. È stata commentatrice su National Public Radio.
È stata borsista presso il Center for Investigative Journalism della Brandeis University. È stata anche membro del Poynter Institute for Media Studies presso l'Università Yale.
Asra Nomani è fondatrice ed ideatrice del Muslim Women's Freedom Tour. Ha anche sfidato le interpretazioni letterali dell'Islam che segregano le donne dagli uomini durante le preghiere nelle moschee, ed è stata una delle principali organizzatrici di preghiere musulmane guidate da donne a New York City il 18 marzo 2005 che descrive come "la prima preghiera di un gruppo promiscuo mai guidata da una donna musulmana in 1.400 anni".  Tuttavia questa affermazione non è esatta perché sono state documentate preghiere precedenti di gruppi promiscui guidate da donne, come per esempio una nel 1997 in occasione del funerale della musulmana femminista sudafricana Shamima Shaikh.
In Standing Alone in Mecca, ella descrive la nascita di suo figlio nelle condizioni di madre non sposata dopo che il padre del bambino l'aveva abbandonata in Pakistan, seguita dalla visita alla Mecca tramite l'hajj al fine di indagare e riscoprire la sua religione. Il Washington Post scrive che il titolo richiama Standing Again at Sinai (1990), nel quale l'autrice, Judith Plaskow, una femminista giudaica, portava il suo punto di vista sulle origini patriarcali del giudaismo.

## Articoli
- Washington Post: Una jihad di genere per il futuro dell'Islam, su washingtonpost.com.
- Washington Post:The Woman Who Went To the Front of the Mosque, su washingtonpost.com.
- Sojourner magazine: La riforma islamica è iniziata, su asranomani.com. URL consultato il 16 giugno 2007 (archiviato dall'url originale il 19 agosto 2006).
- Slate magazine: Come i rivenditori si stanno rivolgendo alle donne musulmane attente alla moda, su slate.com.
- Daily News: Le mie preghiere alle quali ho avuto risposta, su asranomani.com. URL consultato il 16 giugno 2007 (archiviato dall'url originale il 2 novembre 2005).
- American Prospect Magazine: Prepotenti dal pulpito, su prospect.org. URL consultato il 16 giugno 2007 (archiviato dall'url originale il 27 settembre 2006).
- Sojourner magazine: Lotta per l'anima dell'Islam, su asranomani.com. URL consultato il 16 giugno 2007 (archiviato dall'url originale il 21 maggio 2006).
- Salon Magazine: Chi ha ucciso realmente Daniel Pearl?, su asranomani.com. URL consultato il 16 giugno 2007 (archiviato dall'url originale il 25 febbraio 2006).
- New York Times: Odio nella moschea locale, su asranomani.com. URL consultato il 16 giugno 2007 (archiviato dall'url originale il 25 febbraio 2006).
- Washington Post: Ribelle nella moschea, su asranomani.com. URL consultato il 16 giugno 2007 (archiviato dall'url originale il 25 febbraio 2006).
- Articolo della Brandeis University su Asra Nomani Include foto

## Libri
- Standing Alone in Mecca: An American Woman's Struggle for the Soul of Islam. ISBN 0-06-057144-6
- Tantrika: Traveling the Road of Divine Love. ISBN 0-06-251714-7